# Siegel von Illinois
Die Siegel des US-Bundesstaats Illinois wurde im Jahr 1819 eingeführt.

## Beschreibung

Siegel der Vereinigten Staaten

Flagge von Illinois

Das Staatssiegel findet sich wieder auf dem weißen Tuch der Staatsflagge. Es zeigt einen Weißkopfseeadler auf einem Stein sitzend mit einem Wappen der Vereinigten Staaten und einem Spruchband vor der aufgehenden Sonne.
Das Siegel basiert auf dem Siegel der Vereinigten Staaten.
Der Adler hält ein Spruchband mit dem englischen Staatsmotto:
„State sovereignty, national union“
Staatliche Souveränität, nationale Einigung
Um das Siegel herum steht:
„Seal of the State of Illinois“
„Siegel des Staates Illinois“
und
„Aug. 26th 1818“
„26. August 1818“
Das Datum bezieht sich auf die Gründung des Bundesstaats Illinois, der am 3. Dezember 1818 den Vereinigten Staaten beitrat.